# Aszkeri

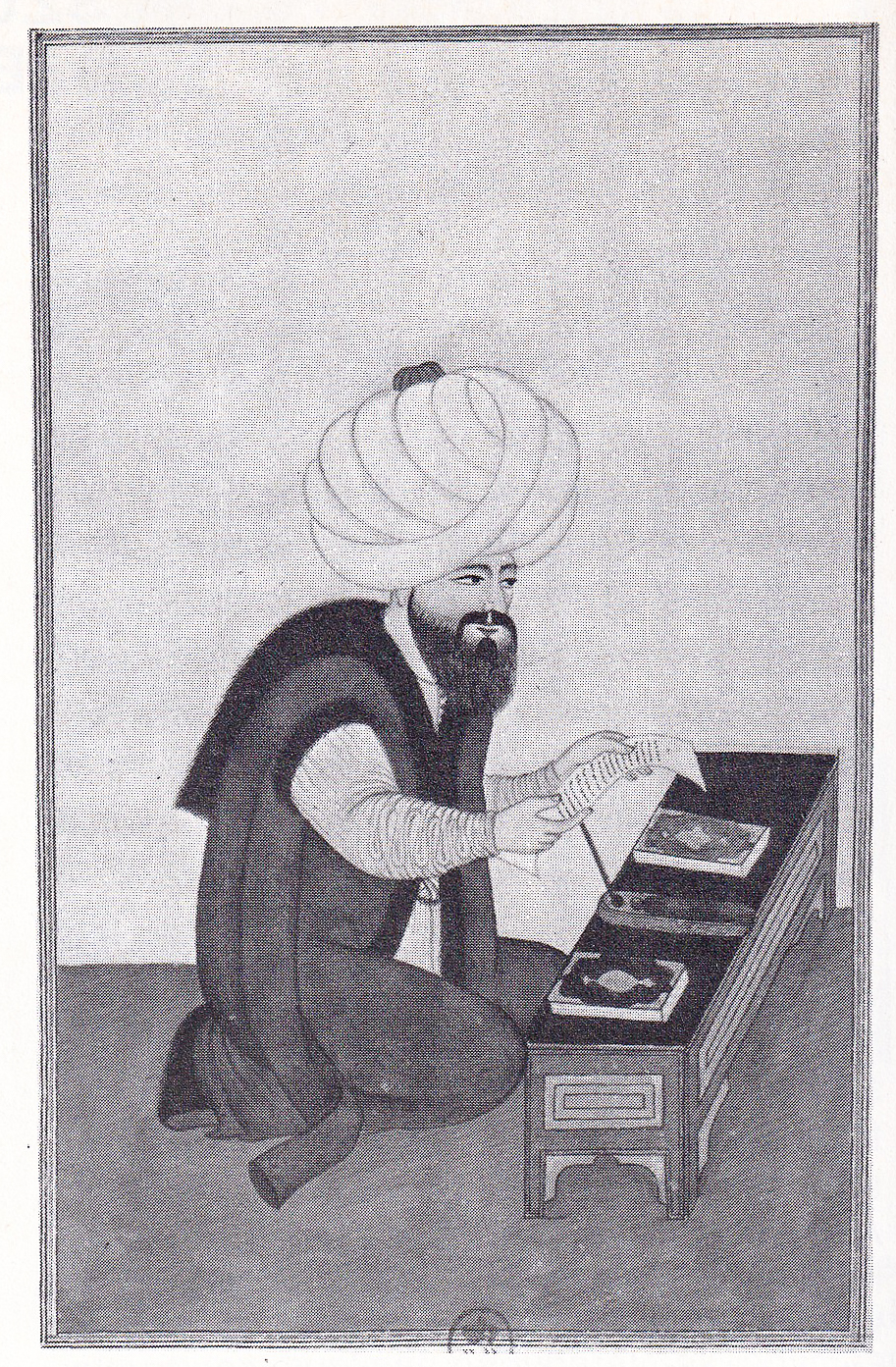
Kadiászker (főhadbíró) az íróasztalánál (1688-as ábrázolás)

Az aszkerik az oszmán társadalom uralkodó osztályát alkotó katonáknak, tisztségviselőknek, papoknak az európai nemességgel nagy vonalakban megfeleltethető, adót nem fizető társadalmi osztálya volt. A társadalmi piramisban alattuk helyezkedett el a lakosság túlnyomó többségét kitevő ráják osztálya.

## A fogalom tartalma
Az arab eredetű aszkeri tulajdonképpen katonát jelent, de az aszkerikhez számított az ottomán birodalomban mindenki, aki közvetlenül szolgálta az államot, tehát az oszmán hadsereg hivatásos tagjai, a szultáni szeráj tisztségviselői, a tartományi tisztségviselők, adószedők, illetve a vallási vezetők.
Az aszkerik osztályához tartozás a vallástól független volt. A 15. század derekán például az oszmán hadsereg ruméliai szpáhijainak fele keresztény volt. Az aszkerik a szultántól kapták privilegizált jogállásukat, és sok esetben át is tudták örökíteni azt utódaikra. Jogilag a birodalmi főhadbíró, a kazaszker vagy kadiászker joghatósága alá tartoztak.
Az aszkerik társadalmi pozíciója kezdetben meglehetősen merev volt. Csak a 16. századtól kezdett elmosódni a táradalami különbség az aszkerik és a ráják között; gyakoribbá váltak a gazdag paraszti felmenőkkel rendelkező aszkerik, és a 18. századtól már kereskedők és iparosok is bekerülhettek ebbe a rendbe.

## Fordítás
Ez a szócikk részben vagy egészben  az   Askerî című német Wikipédia-szócikk ezen változatának fordításán alapul.  Az eredeti cikk szerkesztőit annak laptörténete sorolja fel. Ez a jelzés csupán a megfogalmazás eredetét és a szerzői jogokat jelzi, nem szolgál a cikkben szereplő információk forrásmegjelöléseként.

## Kapcsolódó szócikk
- Az oszmán társadalom szerkezete